# Parabezzia wirthi
Parabezzia wirthi är en tvåvingeart som beskrevs av Clastrier och Raccurt 1979. Parabezzia wirthi ingår i släktet Parabezzia och familjen svidknott.
Artens utbredningsområde är Haiti. Inga underarter finns listade i Catalogue of Life.